# Tidaholm
Tidaholm ist ein Ort (tätort) in der schwedischen Provinz Västra Götalands län und der historischen Provinz Västergötland. Der Ort liegt zwischen den beiden Seen Vänern und Vättern und ist Hauptort der gleichnamigen Gemeinde.

## Geschichte
Tidaholm liegt am Fluss Tidan an einer Stromschnelle. Gleichzeitig bildet der Fluss zwei Inseln, Turbinhusön („Turbinenhausinsel“) und Vulcanön („Vulkaninsel“). Sicher seit dem 16. Jahrhundert gab es auf Vulcanön die Siedlung Holmagården um einen Gutsbetrieb. Nachdem 1799 ein Recht zum Walzen von Eisen gewährt wurde entstand dort zu Beginn des 19. Jahrhunderts eine Eisenhütte mit Eisenhammer. Daraus entwickelten sich Tidaholms bruk. 1846 erwarben der Berufsoffizier Fredrik Ulrik von Essen (1788–1855) und sein Sohn Hans Henrik von Essen (1820–1894) das Grundstück, auf dem heute Tidaholm liegt sowie die Eisenhütte samt Säge und Mühle. Unter Hans Henrik von Essens Leitung wuchs das Unternehmen. Anstelle der Schmiede wurde eine Tischlerei und Wagenfabrik eingerichtet. Hergestellt wurden Fenster, Möbel und ein als Tidaholm Karren bekannter einachsige Pferdewagen nach britischem Vorbild, der auch zum Exporterfolg bis nach Afrika wurde. Hans Henrik von Essen und der Großhändler Charles Bratt gehörten 1868 zu den Initiatoren der Vulcan-Streichholzfabrik; von Essen leitete zunächst das Unternehmen.
Die frühen Jahre der neuen Gesellschaft waren überschattet von wirtschaftlichen Schwierigkeiten und mehreren schweren Bränden. Der erste zerstörte bereits am 10. Dezember 1868 fast die ganze Fabrik. Sie konnte erst im März 1871 ihren Betrieb aufnehmen. Der Sitz wurde 1872 nach Göteborg verlegt und von Essen von George Murray (1844–1911) als Geschäftsführer abgelöst. 1873 folgten zwei weitere Brände; jener vom 15. April hatte erneut einen längeren Betriebsausfall zur Folge.

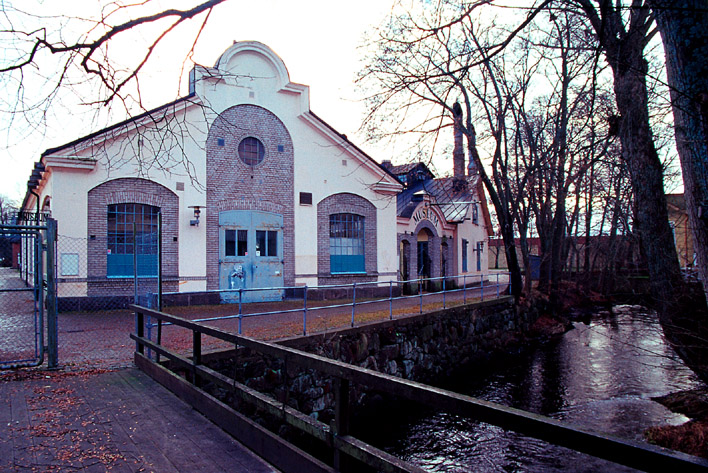
Tidaholm: Die Maschinenwerkstätte der ehemaligen Vulcan-Streichholzfabrik beherbergt heute das Industrie- und Automuseum

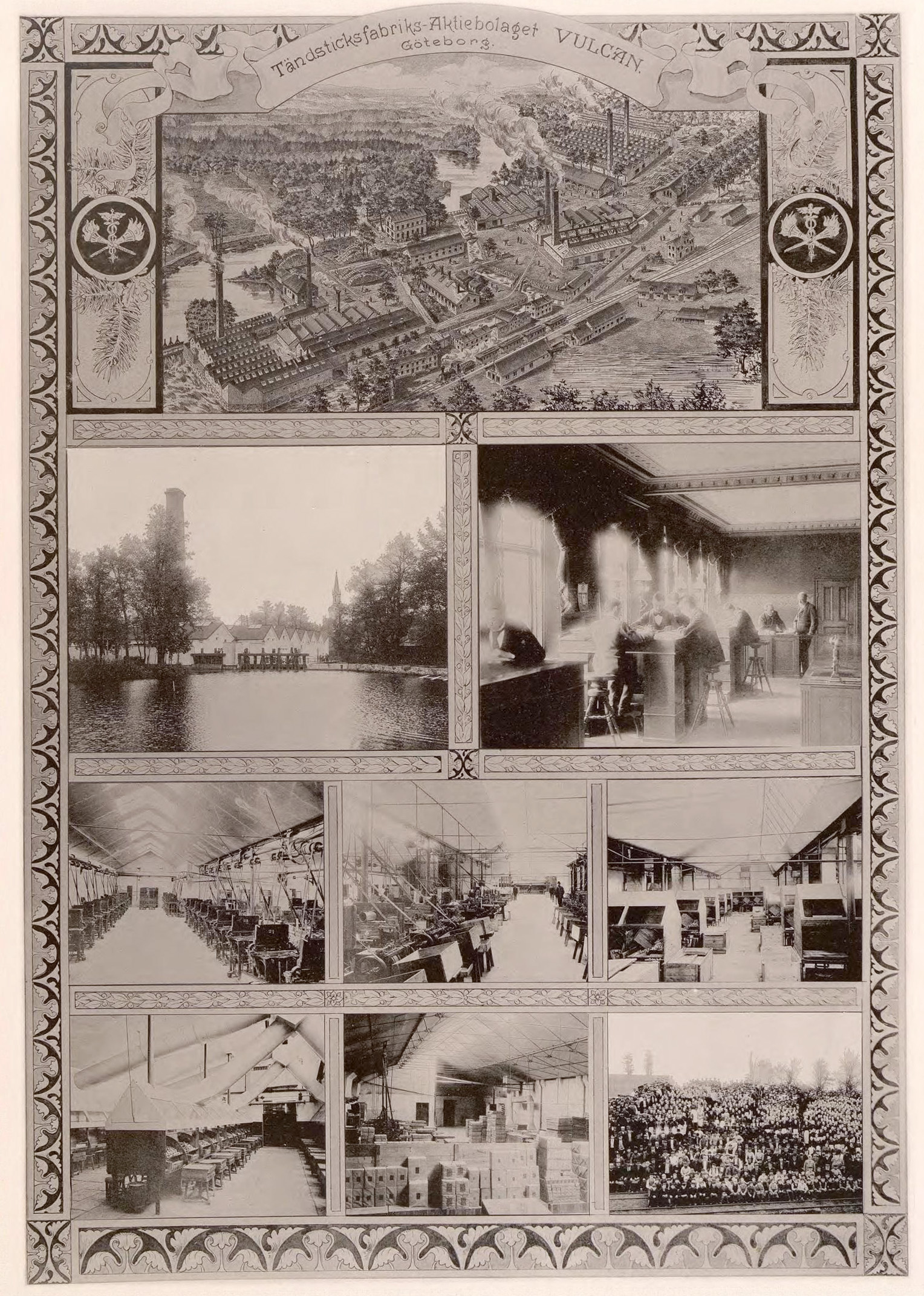
Werbung der Vulcan-Streichholzfabrik um 1900

Von Essen und der britische Kaufmann James Blackwood richteten 1873 die Hjo–Stentorp Järnväg ein, welche die Bahnstrecke Stenstorp–Hjo betrieb. Dadurch konnte der Transport Tildaholmer Produktion ab Fridenes per Bahn erfolgen. 1876 erreichte die Eisenbahn mit der Schmalspur-Bahnstrecke Svensbro–Tidaholm den Ort selber. Bereits 1874 hatten von Essen und Blackwood mit der Sphinz AB die Zellulose- und Papierproduktion in Tidaholm eingeführt. Das Unternehmen ging 1882 in der Vulcan AB auf. 1875 waren zwei weitere Brandfälle bei Vulcan zu vermelden, wobei der zweite vom 18. Februar zu den schlimmsten Feuersbrünsten in Schweden gerechnet wird. 46 oder 47 Personen, überwiegend weibliche Angestellte und Kinder fanden dabei den Tod; dies auch wegen ungenügenden Sicherheitsvorkehrungen.
Tidaholms bruk wurden 1890 in eine Aktiengesellschaft umgewandelt. Nach Hans Henrik von Essens Tod übernahm sein Sohn Alfred von Essen die Leitung der Familienbetriebe. Rund um die Fabriken entstand ein Ort, der mit deren wirtschaftlichem Erfolg wuchs und 1895 zum Minderstadt (Köping) und 1910 zur Stadt erhoben wurde.
Bei Tidaholms bruk experimentierte man ab 1903 mit Motorfahrzeugen und brachte ab 1907 Nutzfahrzeuge der Marke Tidaholm auf den Markt. Sie galten als fortschrittlich und zuverlässig. Als einer der Initiatoren der 1906 eröffneten Bahnstrecke Tidaholm–Vartofta wurde Alfred von Essen Vorsitzender der Betreibergesellschaft Tidaholms Järnvägsaktiebolag.
Vulcan hatte nach den Katastrophen und Rückschlägen der frühen Jahre einen rasanten Aufschwung genommen und war um 1900 die größte Streichholzfabrik der Welt. Im Ersten Weltkrieg stellte das Werk Munition her.
Nach der Fusion der Vulcan-Werke mit Aktiebolaget Förenade Tändsticksfabriker und Jönköpings Tändsticksfabriksaktiebolag, die 1917 zur Svenska Tändsticks Aktiebolaget (STAB) mit Sitz in Jönköping führte, hatte Ivar Kreuger (1880–1932) die Kontrolle der Unternehmensgruppe. In den 1920er Jahren geriet Tidaholms bruks zunehmend unter Bankenkontrolle. 1932 brach Ivan Kreugers Zündwarenmonopol zusammen. Im folgenden Jahr mussten Tidaholms bruks Insolvenz erklären und den Nutzfahrzeugbau aufgeben. Die Bahnlinie Tidaholm–Vartofta, die von 1907 bis 1918 bis Åsarp fuhr, wurde 1939 verstaatlicht und von der Schwedischen Staatsbahn betrieben. 1970 wurde der Personenverkehr auf der Strecke eingestellt, auf Ende 1989 auch der Güterverkehr. 1995 wurde die Bahn abgebaut.
1958 wurde in Tidaholm eine Justizvollzugsanstalt mit 190 Plätzen und einem Bewährungsdienst eingerichtet. Mit 227 Angestellten gehört sie zu den größeren Arbeitgebern im Ort. 1994 war sie wegen eines Gefängnisaufstandes kurz in den Medien.

## Wirtschaft
Tidaholm ist auch heute noch eine wichtige Industriestadt. Vulcan fusionierte 1917 mit mehreren anderen Streichholzfabriken zur von Ivar Kreuger (1880–1932) kontrollierten Svenska Tändsticks AB (STAB). Das Unternehmen besteht heute noch als Swedish Match Industries AB und betreibt in Tidaholm Schwedens größte Streichholzfabrik.
Weitere Industriebetriebe sind der Küchenbauer Marbodal AB mit rund 600 Mitarbeitern, Tidamek AB und Lear Corporation Sweden AB. In Tidaholm haben sich auch kleinere Unternehmen angesiedelt, die als Subunternehmer für die Automobilindustrie tätig sind.

## Stadtbild und Sehenswürdigkeiten
Tidaholm wurde von den Industriebetrieben, vor allem der Streichholzfabrik, geprägt, die auf der Insel Vulcanön lag. Auf den Inseln im Fluss gibt es heute keine Industriebetriebe mehr. Die Stadt entstand spät, und erst um 1900 wurde ein Stadtzentrum nördlich der Eisenbahnlinie, die es heute nicht mehr gibt, angelegt. Zu den größeren Gebäuden aus dem späten 19. Jahrhundert gehört das Bibliotheksgebäude von 1897; erhalten sind auch einige der älteren Holzhäuser. Das Straßennetz und der Ringvägen wurden 1924 vom schwedischen Architekten und Stadtplaner Albert Lilienberg (1879–1967) angelegt. Das 1931 erbaute alte Rathaus wird heute als Hotel genutzt.

### Herrenhaus Kavlås

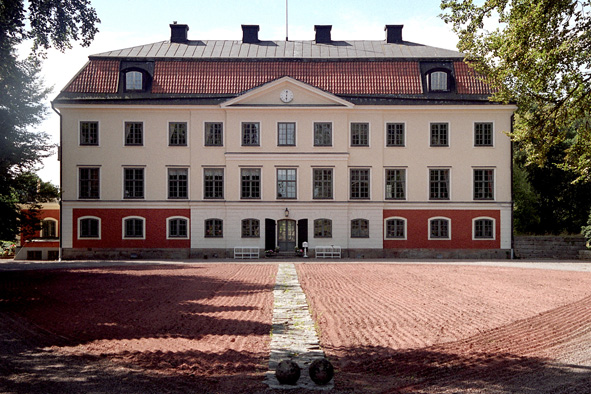
Herrenhaus Kavlås

Das Herrenhaus Kavlås geht auf das 14. Jahrhundert zurück und wurde 1750 durch die Familie von Essen im Rokokostil neu erbaut. Es ist das Geburtshaus des Staatsmanns und Reichsmarschalls Hans Henrik von Essen (1755–1824), des Ministers und Reichsmarschalls Fredrik von Essen (1831–1921) und des Unternehmers Hans Henrik von Essen (1820–1894). Das Haus enthält sehr alte Fresken und eine Porträtgalerie.

### Schloss Helliden

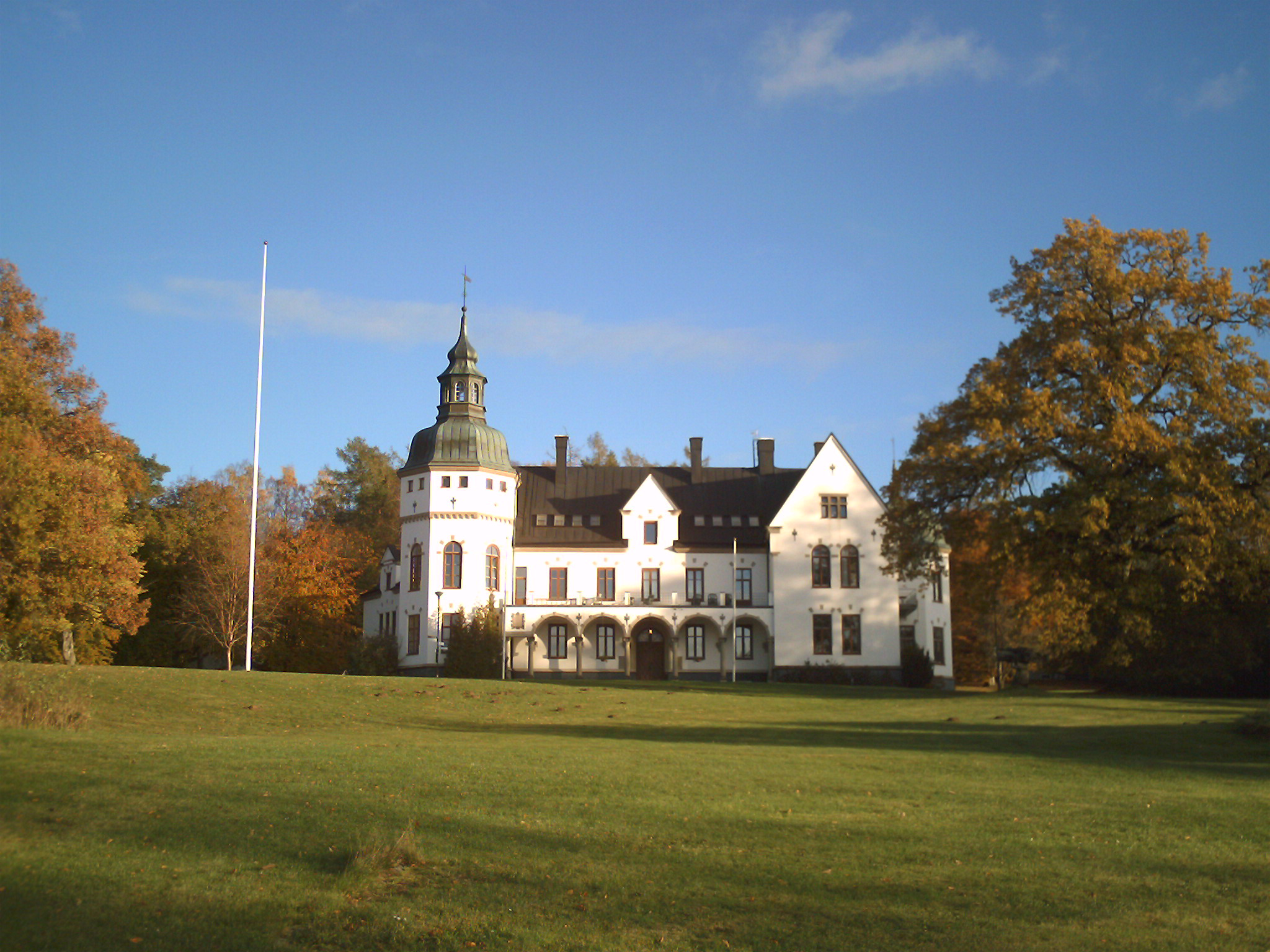
Schloss Helliden

Hans Henrik von Essen ließ 1858–1859 auch Schloss Helliden als neuen Wohnsitz errichten. Dieses Haus war ein gesellschaftlicher Treffpunkt und erhielt mehrfach königlichen Besuch. Alfred und Ella von Essen ließen das Herrenhaus 1895 oder 1898 durch den Architekten Helgo Zettervall (1831–1907) erweitern und zum Schloss ausbauen. Es gelangte 1951 in den Besitz des Schwedischen Blauen Kreuzes und beherbergt heute eine Volkshochschule und ein kunstlithografisches Museum.

### Heimat- und Industriemuseum
Auf Vulcanön befindet sich neben dem 1993 erbauten Rudbecksgymnasium ein Heimat-, Industrie- und Automobilmuseum. Es wurde in der aufwendig renovierten und angepassten ehemaligen Werkstätte eingerichtet, in der die Maschinen für die Streichholzproduktion hergestellt und repariert wurden. Gezeigt werden neben dem ehemaligen Dorfladen von Varola auch mehrere Tidaholm-Fahrzeuge und eine lithographische Werkstätte. Auf Turbinhusön wurde eine Kunsthalle eingerichtet.

## Söhne und Töchter der Stadt

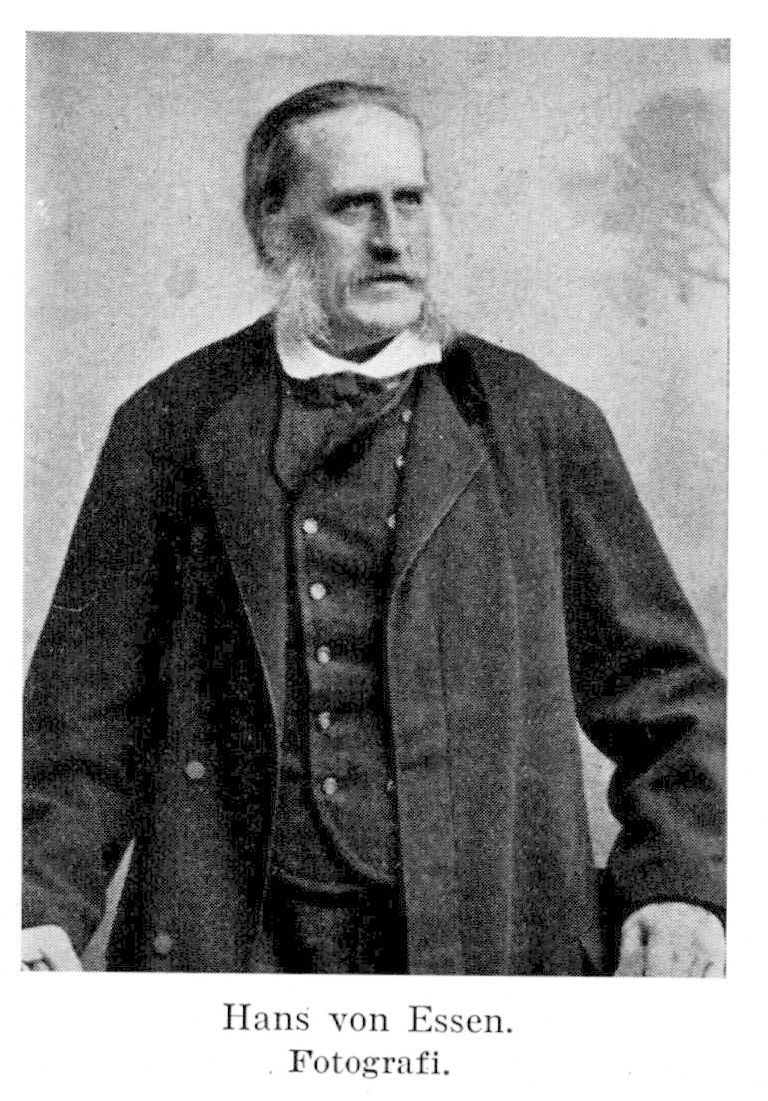
Freiherr Hans Henric von Essen (1820–1894)

- Hans Henrik von Essen (1755–1824), Staatsmann und Schwedischer Reichsmarschall (1810–1824)
- Fredrik Ulrik von Essen (1788–1855), Generalmajor, Inspekteur der Kavallerie
- Hans Henrik von Essen (1820–1894), Unternehmer
- Fredrik von Essen (1831–1921), schwedischer Reichstagsabgeordneter, Finanzminister (1888–1894) und Reichsmarschall (1894–1911)[9]
- Ove Emanuelsson (1941–2021), Kanute